# Cirauqui
Cirauqui (spanska) eller Zirauki (baskiska), officiellt Cirauqui/Zirauki, är en kommun i Spanien.   Den ligger i provinsen och regionen Navarra, i den nordöstra delen av landet, 290 km nordost om huvudstaden Madrid. Antalet invånare är 505.